# District de Mang Yang
Mang Yang est un district rural de la province de Gia Lai, dans les montagnes centrales du Viêt Nam

## Géographie
Le district couvre une superficie de 1 126 km2.
Le chef_lieu du district est Kon Dơng. 